# Подлип'я (Торошинська волость)
Подлип'я (рос. Подлипье) — присілок в Псковському районі Псковської області Російської Федерації.
Населення становить 6 осіб. Входить до складу муніципального утворення Торошинська волость.

## Історія
Від 2015 року входить до складу муніципального утворення Торошинська волость.

## Населення
| 2001 | 2002 | 2010 |
| ---- | ---- | ---- |
| 2    | ↗8   | ↘6   |